# Temporada 1989-1990 del Liceu
| Temporada 1989-1990 del Liceu |                         |                                |                      | |                         |                                 |
| Òpera                         | Compositor              | Director musical               | Director d'escena    | Papers principals | Producció               | Dates                           |
| Cristóbal Colón               | Lleonard Balada         |                                |                      | Montserrat Caballé, Josep Carreras |                         | octubre                         |
| El Pessebre                   | Pau Casals              |                                |                      | Montserrat Caballé |                         | novembre                        |
| La fiamma                     | Ottorino Respighi       | José Collado                   | András Mikó          | Montserrat Caballé, Joan Pons, Antonio Ordóñez, María Gallego, Vera Baniewicz, Begoña Alberdi, Miguel Ángel Zapater | Òpera Estatal d'Hongria | 14 al 26 desembre               |
| Simon Boccanegra              | Giuseppe Verdi          | Uwe Mund                       |                      | Jaume Aragall, Piero Cappuccilli, Anna Tomowa-Sintow, Paul Plishka |                         |                                 |
| Adriana Lecouvreur            | Francesco Cilea         | Romano Gandolfi                | Giancarlo del Monaco | Plácido Domingo, Mirella Freni, Franco Federici, Piero de Palma, Josep Ruiz |                         | 22 de novembre al 3 de desembre |
| Elektra                       | Richard Strauss         | Uwe Mund                       | Núria Espert         | Mignon Dunn (27 gener; 2, 4 febrer) / Ruth Hesse (29, 31 gener), Éva Marton (27 gener; 2, 4 febrer) / Ute Vinzing (29 gener; 2 febrer), Sue Patchell, Hermann Winkler, John Bröcheler, Joan Tomàs, Antoni Comas i Ruano, Cristòfol Viñas, María Uriz, Rosa Maria Ysàs, Francesca Roig, Mabel Perelstein, Carme Hernández, Hiroko Shiraishi |                         | 27, 29, 31 gener / 2, 4 febrer  |
| Manon Lescaut                 | Giacomo Puccini         | Silvio Varviso                 | Lorenzo Mariani      | Mirella Freni, Enric Serra, Peter Dvorský, Alfredo Mariotti, Josep Ruiz, Manuel Garrido, Alfredo Heilbron, María Uriz, Vicenç Esteve, Antoni Comas, Stefano Palatchi |                         | 5, 8, 11, 14, 16 gener          |
| Così fan tutte                | Wolfgang Amadeus Mozart | Peter Maag                     | Luc Bondy            | Verónica Villarroel/Barbara Madra, Margarita Zimmermann/Itxaro Mentxaca, Dale Duesing/Stephen Dickson, Eduard Giménez/Jerome Pruett, Gwendolyn Bradley/Gloria Fabuel, Tom Krause/Claudio Nicolai |                         | 12 de febrer                    |
| I puritani                    | Vincenzo Bellini        | Armando Gatto                  | Emilio Sagi          | Miguel López Galindo, Alfonso Echeverría, Rockwell Blake, Paolo Coni, Josep Ruiz, Rosa Maia Ysàs, Denia Mazzola |                         | 2, 5, 8, 11, 13 març            |
| Jenůfa                        | Leoš Janáček            | Václav Neunmann, Rudolf Kremer | Mario Gas            | Leonie Rysanek, Linda Plech, Peter Straka, Manta Knobel, Jan Buinkhof, Vicenç Esteve, Alfonso Echeverría, María Uriz, Rosa María Conesa, Begoña Alberdi, María Antonia Martín-Regueiro, Rosa Vilar, Maria Àngels Sarroca, Cristóbal Viñas                                                                                                  | Òpera Estatal d'Hongria | 14 al 24 maig                   |